# 聂树斌案
聂树斌案是指1994年8月在河北省石家庄市西郊发生的一起强奸杀人案。此案定罪于1995年“严打”期间，是中华人民共和国历史上最著名的冤案之一，被认为是中华人民共和国“严打”这一特殊时期司法不公正的代表性案件。

## 案发与死刑判决
1994年8月8日早上，石家庄液压件厂一名年龄34-35岁左右的女工康菊花被报失踪，次日中午，在工厂后方的玉米地里发现了已高度腐烂的受害者尸体，旁边还有一辆自行车。死者生前曾遭强奸。
聂树斌为石家庄市鹿泉区综合职业技术学校校办工厂工人，1994年9月23日，聂树斌被案件侦查单位石家庄市公安局桥西分局传唤，9月24日被监视居住，10月1日被石家庄市公安局桥西分局作为案件犯罪嫌疑人刑事拘留，10月9日被正式逮捕。
石家庄市人民检察院于1995年3月3日以聂树斌犯故意杀人罪、强奸罪，向石家庄市中级人民法院提起公诉。石家庄市中级人民法院不公开开庭审理了此案，并于1995年3月15日作出（1995）石刑初字第53号死刑判决。聂树斌不服，向河北省高级人民法院提出上诉。旋月余，河北省高级人民法院于1995年4月25日作出（1995）冀刑一终字第129号死刑判决。
审理期间，河北公检法机关曾有人提出异议，认为聂树斌只有口供没有其他证据，要求改判。时任中共河北政法委书记的许永跃下令“要杀，而且快杀”。因此，从二审立案到执行死刑只过了一周。
根据案卷记载，未满21岁的聂树斌于1995年4月27日被执行枪决。翌日（1995年4月28日），聂树斌父亲去看守所给孩子送点生活用品。但被狱警告知，聂树斌已于前一日被执行了死刑。若以1995年4月27日死刑计算，聂树斌时年20岁零5个月。聂树斌的母亲在接受采访时回忆，聂树斌身性胆小内向，天生就有口吃，从不敢跟人吵嘴和打架，被抓捕的前一年，让他杀一只家中放养的瘸腿母鸡都不敢。

## 真凶归案
2005年1月18日，涉多起奸杀命案的王书金在河南荥阳被捕。当时，荥阳索河路派出所的民警发现在当地砖厂干活、绰号“大王”的王书金行为反常，看见警察和警车就躲，多年来即使春节也不回家，沉默寡言，从不跟人提起他的真实姓名和河北老家的情况。同年1月17日，派出所民警到其居住的工棚查验身份，发现其没有身份证也没有暂住证，于是将其带到派出所进一步调查。同年1月18日凌晨，王书金供认了1993-1995年间犯下的四起强奸杀人案和两起强奸案。同年1月19日，王书金被移交给广平县警方。邯郸警方针对王书金交代的这六起案件中的其中一起，即1994年8月5日在石家庄西郊强奸杀害一名妇女的案件到石家庄调查的时候，却得知这起案件早已告偵破。当地警方在案发一个月后就抓到了“凶手”，案发八个月后就判处并执行了死刑。河南媒体以《河北“摧花狂魔”荥阳落网》进行了报道。
鉴于案件前后事实矛盾，河北省高级人民法院于同年3月表态对聂树斌案进行复查。2007年3月12日，邯郸市中级人民法院一审判决王书金死刑，否认聂树斌案是其所为，因此不认定王书金有重大立功表现。同年4月，王书金以未起诉他在石家庄西郊玉米地的奸杀案为理由之一，向河北省高级人民法院提出上诉。同年7月，河北省高级人民法院二审不公开开庭审理了王书金案。王书金继续对石家庄玉米地案供认不讳。然而2013年9月，河北省高级人民法院依然判决裁定王书金非聂树斌案真凶。後邯郸市中级人民法院和河北省高级人民法院裁定王书金强奸并杀害刘某某、张某甲，强奸贾某某但杀害未遂。2020年11月24日，河北省邯郸市中级人民法院判處王書金死刑，不過王书金始終未被法院认定为聂树斌案真兇。12月22日，二審判決王書金死刑。
2021年2月2日，王书金被执行死刑。

## 重審受阻
自2005年3月11日、王书金自供為聂树斌案“凶手”起，至2016年12月2日、最高人民法院第二巡回法庭宣告撤销原判、改判无罪，此申訴案拖延近11年，主要為河北公檢法，特別是河北高院，一直推延此案進行案卷復查申請。
有消息稱此案最終可繼續進行案卷復查至可重新翻案，得益於前河北省委常委、政法委書記張越的倒台，而其遲遲不配合重審是受前國安部長許永躍的默許而行。2005年王书金案发，供出“1994年石家庄西郊玉米地奸杀案”，当时聂树斌案办案部门找到已是国家安全部部长的许永跃，据说许永跃出面强力阻挠。已经落马的原国家安全部副部长马建是许永跃的直属亲信，而马建又是已经落马的原中共河北省委政法委书记张越的盟友，因此张越极力阻止此案平反。2013年王书金案在邯郸二审前，河北方面采取强力措施逼王书金翻供。王书金从广平县看守所被转移到磁县看守所，“当时张越直接坐镇邯郸，住了三天，在场外指导王书金二审”。开庭前看守所内还曾进行“模拟审判”，让王以新供词串词。2016年4月16日，张越被中纪委双规，后于2018年7月12日被判处有期徒刑15年。而马建则早在2015年1月即被中纪委双规，并于2018年12月27日被判处无期徒刑。

## 复查
至2014年12月12日，最高人民法院指令山东省高级人民法院复查聂树斌强奸杀人案。不久有说法在网上流传，称聂树斌被枪决，是因为当时为了给身患尿毒症的章含之寻找可移植的肾源，且聂树斌的肾脏可以匹配。章含之的女儿洪晃否认此说法，理由是聂树斌的死亡日期与章含之的移植日期相差数月。然而由于聂树斌的死亡日期本身存在严重的疑问，仍然有观点认为两者很可能相关。2015年3月16日，山东省高级人民法院通知聂树斌案两名申诉代理律师李树亭、陈光武阅卷。

### 笔录遗失与卷宗造假
聂树斌案申诉代理律师李树亭、陈光武阅卷发现聂案一二审卷宗中至少6处签字涉嫌造假。聂树斌卷宗中前5天询问笔录缺失，而同年9月28日的询问笔录中却突然出现聂树斌认罪的叙述；此外，虽然原办案人员在案发后拿走了聂树斌所在车间的案发当月考勤表，却也未放入卷宗，且未能做出合理解释，导致聂树斌是否有作案时间缺少原始书证。

### 辩护律师
据新华社查证，二审（即终审）裁决中，法院指派某司法局的工作人员张景和为聂树斌辩护律师。从严格的意义上说，张景和没有律师资格，这一点，后来张景和也承认。聂家人见到了张表达了对案件的疑问。张景和对着聂家人愤怒地说：“你们怎么能信记者的话？记者的话能信吗？”聂母回问：“那我们该信谁的？”张景和大声地说：“你们应该信政府。”

### 死刑时间与家属知情权
聂树斌案申诉代理律师李树亭在2015年3月21日透露，之前他在案卷中發现一份聂树斌亲笔书写的“刑事上诉状”，落款时间为“一九九五年五月十三日”——这一时间是在1995年4月27日聂树斌被执行死刑16天后。李树亭据此认为，聂树斌被执行死刑的时间存在疑问。另有一种可能是聂树斌自己写错了日期，不过，李树亭认为，根据聂树斌在“上诉状”中“所表现出的求生欲望，是不可能将这么重要材料上的日期写错的”。
文件显示，聂树斌于1995年4月27日被执行死刑，然而这个日期因为存在诸多疑点而被广泛质疑，例如落款为“五月十三日”的“刑事上诉状”，以及枪决现场照片显示季节似为冬季等。聂树斌从被判处死刑直至被枪决，他的家人从未收到过一审和二审判决书，其父是在到看守所为聂树斌送生活用品时才知道他已在前一天被执行了死刑。

### 真凶被逼翻供
据媒体报道，王案二审二次开庭前，关押在河北磁县看守所的王书金对其辩护律师彭思源透露：河北方面曾派工作组进驻看守所“做工作”，逼他翻供，要他否认是石家庄西郊玉米地强奸杀人案的凶手。王书金在山东省高院的法官提讯时说：“虽然我现在脑袋不清醒，但当初回答警察的提问是清醒的！原来讲的是真话，只是在工作组面前说了假话。”彭思源对此的解释是：“因为工作组的人打了他，他忍受不了才说了假话。因此他向山东高院法官声明：他在工作组面前讲的一切都作废！”

## 最高法院再审
2015年4月28日，山东省高级人民法院召开听证会，听取申述人及其代理律师、原办案单位代表意见。该听证会邀请听证人员但不接受其他人旁听。同日傍晚，山东高院发布了听证会摘要。在先后四次向最高人民法院申请延长复查期限之后，山东省高级人民法院最终认定河北两级法院的判决「缺少能够锁定聂树斌作案的客观证据，在被告人作案时间、作案工具、被害人死因等方面存在重大疑问，不能排除他人作案的可能性，原审认定聂树斌犯故意杀人罪、强奸妇女罪的证据不确实、不充分。」2016年6月6日，最高人民法院同意山东高院的意见，决定提审此案。20日，决定由第二巡回法庭审理该案。7月4日，第二巡回法庭组成合议庭如下：
最高人民法院第二巡回法庭审理人员名单
| 职务       | 姓名                           |
| ---------- | ------------------------------ |
| 审判长     | 胡云腾                         |
| 合议庭成员 | 夏道虎、虞政平、管应时、罗智勇 |

最高人民法院第二巡回法庭于2016年12月2日对聂树斌公开宣判，宣告撤销原审判决，改判无罪。

## 国家赔偿与追责
聂树斌无罪平反后，国家赔偿及追责程序启动。2016年12月14日下午，聂树斌的母亲张焕枝在四川泽仁律师事务所律师辜光伟、北京京师（天津） 律师事务所律师王殿学的陪同下，向河北省高级人民法院申请国家赔偿，提出含1200万元精神损害抚慰金在内共计7项赔偿请求，总金额达1391余万元。河北省高级人民法院随即决定立案受理。
河北省高级人民法院2017年3月30日发布国家赔偿决定书，赔偿聂树斌家属人民币268万余元（聂树斌死亡赔偿金与丧葬费：126万元；聂树斌被侵犯自由217天赔偿费用：5万2千余元；聂树斌父母精神损害抚慰金：130万元；聂树斌母亲生活费：6万4千元），且指出在赔偿前已在新闻媒体上道歉。聂树斌母亲张焕枝对媒体表示將不再继续申诉。
尽管河北省高级人民法院在最高法院为聂树斌案平反当日，就在中国大陆社交媒体微博上回应最高人民法院称会及时跟进调查追责，然而至2018年底却仍无实质行动。2017年8月，聂树斌母亲张焕枝对媒体称不放弃追责，并于同月30日向最高人民检察院和最高人民法院分别写信，敦促启动聂树斌冤案追责程序。媒体指同为冤假错案的呼格吉勒图案至2016年1月已经追责27人。

### 查处河北公安系统
2016年4月，2008年以来担任河北省公安厅原厅长的张越被中纪委调查，2018年7月12日因受贿1.569亿余元被判刑15年。中纪委公告中仅仅其干预司法活动，媒体指其与已经被查处的周永康关系密切，且曾干涉聂树斌案。
2018年，自2013年起已经退休的河北省公安厅原党委委员、副厅长陈庆恩也被中纪委立案调查，张越是其上级。中国纪检监察杂志刊载文章《清廉守正才能获得真正的尊严》中指，张越因收受郭文贵贿赂，被其指着鼻子骂也只能默不作声，官员只有清廉才能有尊严。

## 评价
- 2005年3月15日，《河南商報》原代理總編輯馬雲龍，帶領作出《一案兩兇，誰是真兇》報道，同年年底被免職。 [32]聂案平反後馬雲龍接受訪問，指「那股（妨礙真相與正義的）力量現在並沒有銷聲匿跡」，認為事件「追責無望」，擔心「也許還有一千個聶樹斌在發生……中國要想建設一個真正的法治社會...一定要有新聞自由」。[33]

- 曾主持审讯王书金的原河北邯郸广平县公安局副局长郑成月是最早着手调查王书金案同聶樹斌案之间联系的办案民警，也是最早披露“一案两凶”事件的公安人士。2005年他发现王书金供述牵涉聂树斌案“一案两凶”后数次联系办理此案的石家庄警方，未获回应，最后将线索提供给了媒体。以后他便经常受到上级纪委的调查，2009年被迫停职并提前离岗，妻子被迫下岗后自杀未遂，儿子公务员考试成绩被取消。郑成月于2022年5月因病去世。[34][35][36]

- 北京大學法學院教授贺卫方指出，“王书金案”由河北省高级人民法院开庭审理，等于承担纠错职能的机构正是当年制造冤案的机构，一场运动员身兼裁判的比赛，很难会有一个公正的结果。[37]

- 中国政法大学洪道德教授认为该案“是证据无罪，不是事实无罪”。[38]
- 李晓鹏公开质疑批评该案再审判决并发文《需要警惕司法权力的私有化倾向》[39]。